# Hyperolius igbettensis
Hyperolius igbettensis es una especie de anfibios de la familia Hyperoliidae.
Habita en Camerún, Costa de Marfil, Ghana, Nigeria, posiblemente Benín, posiblemente República Centroafricana, posiblemente Chad y posiblemente Togo.
Su hábitat natural incluye sabanas secas, praderas húmedas o inundadas en algunas estaciones, pantanos, lagos de agua dulce, lagos temporales de agua dulce, marismas de agua dulce, corrientes intermitentes de agua dulce y canales y diques.